# 대불정여래밀인수증요의제보살만행수능엄경 권9~10 (보물 제1195호)
대불정여래밀인수증요의제보살만행수능엄경 권9~10(大佛頂如來密因修證了義諸菩薩萬行首楞嚴經 卷九~十)은 대한민국 경상남도 양산시 하북면, 통도사에 있는 조선시대의 목판본 불경이다. 1994년 1월 5일 대한민국의 보물 제1195호로 지정되었다.

## 개요
대불정여래밀인수증요의제보살만행수능엄경은 줄여서 '대불정수능엄경' 또는 '능엄경'이라 부른다. 부처님의 말씀을 머리속으로 이해하는데 그치지 않고 자신이 직접 체득하여 힘을 갖는 것을 주요사상으로 하고 있으며, 스님들이 수련과정에서 필수적으로 배우는 경전이다.
당나라의 반자밀제(般刺密帝)가 번역하고 송나라의 계환(戒環)이 해설을 더한 전 10권을 5책으로 편찬하여 간행한 것 가운데 권9∼10의 1책이며, 크기는 세로 33.4㎝, 가로 20.8㎝이다.
이 책은 태종 1년(1401)에 태조가 신총에게 명하여 불경을 쓰게 하고 목판에 새긴 것을 닥종이에 찍어낸 것으로, 『대불정여래밀인수증요의제보살만행수능엄경』권1∼10(보물 제759호)와 동일한 판본이다.
조선 초기 억불정책속에 왕실에서 주관하여 불경을 간행했다는 점이 주목되며, 태조의 명령으로 간행한 독자적 판본이란 점에서 가치가 크다.

## 같이 보기
- 대불정여래밀인수증요의제보살만행수능엄경

## 참고 자료
- 대불정여래밀인수증요의제보살만행수능엄경 권9~10 - 국가유산청 국가유산포털